# Дорошівська сільська рада (Ямпільський район)
Дорошівська сільська́ ра́да — історичний орган місцевого самоврядування в Ямпільському районі Сумської області. Адміністративний центр — село Дорошівка.
Припинила повноваження 29 грудня 2016 року у зв'язку з включенням до Дружбівської міської громади

## Загальні відомості
- Населення ради: 394 особи (станом на 2001 рік)

## Населені пункти
Сільській раді були підпорядковані населені пункти:
- с. Дорошівка
- с. Василець
- с. Дорошенкове
- с. Косинське
- с. Палащенкове
- с. Романькове

## Склад ради
Рада складалася з 12 депутатів та голови.
- Голова ради: Власов Сергій Миколайович
- Секретар ради: Кубрак Марина Олександрівна

### Керівний склад попередніх скликань
| Прізвище, ім'я, по батькові | Основні відомості                                                                                    | Дата обрання | Дата звільнення |
| --------------------------- | --- | ------------ | --------------- |
| Звоник Валентина Василівна  | Сільський голова, 1962 року народження, позапартійна                                                 | 26.03.2006   | 31.10.2010      |
| Власов Сергій Миколайович   | Сільський голова, 1974 року народження, освіта середня спеціальна, член Комуністичної партії України | 31.10.2010   |                 |

Примітка: таблиця складена за даними сайту Верховної Ради України